# شريح بن عمران
شُرَيح بن عُمَران القرضي شاعر جاهلي مُقَل من يهود بني قريظة من أهل يثرب، ذكره ابن سلام الجمحي وعده من شعراء اليهود قبل الإسلام وقال سيبويه: «شريح بن عمران من بني قريظة». ومن شعره قوله: